# Marcetia bracteolaris
Marcetia bracteolaris är en tvåhjärtbladig växtart som först beskrevs av Dc., och fick sitt nu gällande namn av Célestin Alfred Cogniaux. Marcetia bracteolaris ingår i släktet Marcetia och familjen Melastomataceae. Inga underarter finns listade i Catalogue of Life.